# Flaminia zu Salm-Salm

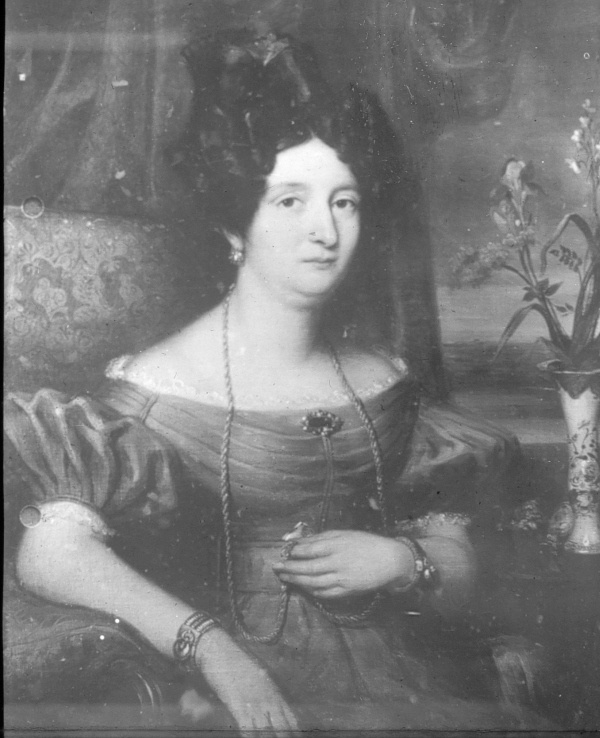
Fürstin Flaminia zu Salm-Salm

Flaminia zu Salm-Salm, geborene Rossi (* 21. Juli 1795 in Ajaccio, Korsika; † 20. Dezember 1840 in Anholt, Provinz Westfalen), war durch Heirat mit Florentin zu Salm-Salm eine Prinzessin zu Salm-Salm und durch Sukzession ab dem 25. Februar 1828 Fürstin zu Salm-Salm.

## Leben
Flaminia wurde als eine Tochter von Nicolò (Nicolas) Rossi und dessen Ehefrau Maria Angela Baciocchi (1758–1819) in eine korsische Familie geboren. Mütterlicherseits entstammte sie niederem korsischen Adel. Durch ihren Onkel Félix Baciocchi, der 1797 Elisa Bonaparte, die Schwester Napoleon I., geheiratet hatte und der mit deren Rangerhöhung im Jahr 1805 Fürst von Lucca und Piombino geworden war, wurde Flaminia für Herrscherhäuser des Rheinbundes – um den Preis einer morganatischen Ehe – eine prestigefördernde heiratspolitische Möglichkeit, sich dynastisch mit dem französischen Kaiserhaus zu verbinden. Am 21. Juli 1810 heiratete sie im Alter von 15 Jahren auf Schloss Napoleonshöhe bei Kassel den Erbprinzen Florentin zu Salm-Salm, der damals die Funktion eines Adjutanten des Königs Jérôme von Westphalen bekleidete. Jérôme begrüßte diese Beziehung offenbar sehr, stattete er die Braut doch reich aus. Ein Verwandter (wohl älterer Bruder), damals Major in den westphälischen Streitkräften, wurde 1811 zum Obersten des 4. Linien-Infanterieregiments befördert.
1810/1811 wurde das Fürstentum Salm vom Französischen Kaiserreich annektiert. Damit verlor Flaminias Ehemann die Aussicht, im Erbfall die Herrschaft als ein Souverän anzutreten. Im Zuge der Befreiungskriege aufkeimende Hoffnungen auf Restauration des Fürstentums erloschen bald. Das Ergebnis des Wiener Kongresses von 1815 eröffnete für ihren Mann nur die Möglichkeit, durch Erbfolge ein Standesherr im Königreich Preußen zu werden. 1830/1831 gehörte ihr Gatte, der aufgrund seiner Herkunft auch den Titel eines Herzogs von Hoogstraten trug, zu den Kandidaten auf die belgische Königswürde. Doch auch diese Perspektive erfüllte sich nicht.
Im gleichen Jahr wurde öffentlich, dass Flaminias Bruder Graf Carlo Rossi, damals Legationssekretär der Botschaft des Königreichs Sardinien-Piemont, später Botschafter Sardinien-Piemonts in Den Haag, 1828 heimlich in Paris die berühmte Opernsängerin Henriette Sontag geheiratet hatte.
Flaminia hatte drei Söhne:
- Alfred Konstantin (* 26. Dezember 1814; † 5. Oktober 1886), trat als 5. Fürst die Nachfolge als Chef des Hauses an
- Emil Maximilian Georg Joseph (* 6. April 1820; † 27. Juni 1858), heiratete 1851 Agnes von Ising (* 3. Juli 1822; † 26. Februar 1887)
- Felix (1828–1870), wurde Offizier zunächst in Preußen, dann in Österreich, danach bei den Nordstaaten, sodann in Mexiko Adjutant von Kaiser Maximilian, nach dessen Sturz und Hinrichtung wieder preußischer Offizier und starb in der Schlacht bei Gravelotte, zusammen mit Florentin zu Salm-Salm (1852–1870), dem Sohn von Emil

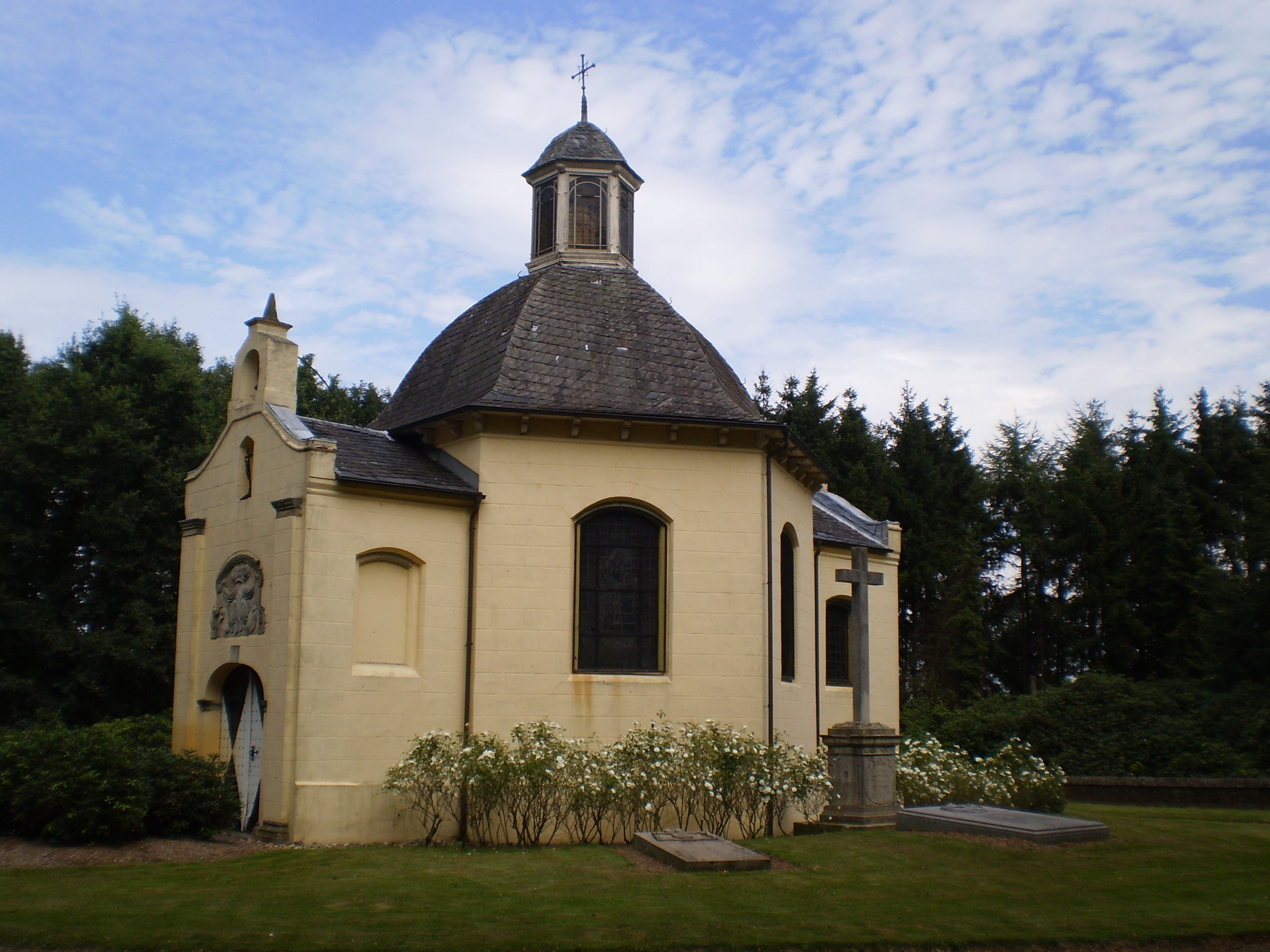
Fürstliche Gruftkapelle zu Anholt

Flaminia starb 1840 im Alter 45 Jahren. Sie fand ihre letzte Ruhestätte in der fürstlichen Gruftkapelle zu Anholt. An die sich mit ihrer Person ergebende Verbindung des Hauses Salm zu Napoleon I. und die Napoleoniden erinnert ein Ölbild in der Gemäldesammlung auf Schloss Anholt, vermutlich eine Replik, die das Bildnis von Elisa Bonaparte um 1805 zeigt. Der Überlieferung nach soll es die Tante ihrer Nichte Flaminia geschenkt haben.